# Ojibwe (Sprache)
Die Sprache der Ojibwe oder Anishinaabe (ᐊᓂᔑᓈᐯᒧᐎᓐ Anishinaabemowin) gehört der Algonkin-Sprachfamilie an und wird von knapp 80.000 Menschen in mehreren Regionalvarianten in großen Teilen Kanadas sowie im Norden der USA gesprochen.

## Verbreitung

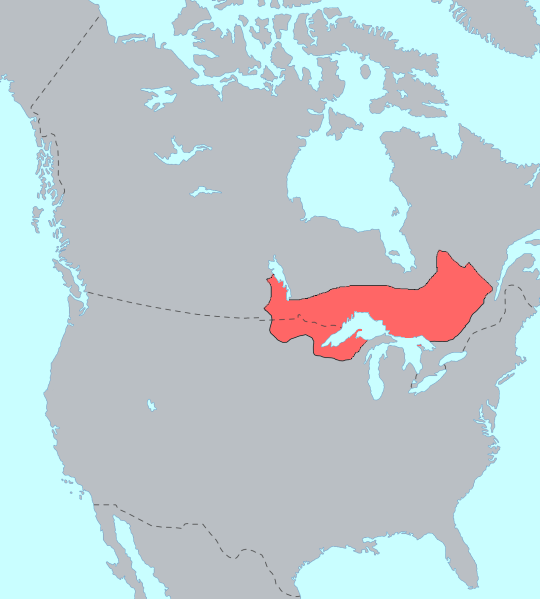
Traditionelles Sprachgebiet der Ojibwe

Ojibwe wird in Kanada im südwestlichen Québec, in Ontario, im südlichen Manitoba und Teilen des südlichen Saskatchewan, in den USA im nördlichen Michigan, im nördlichen Wisconsin und nördlichen Minnesota, in kleineren Gruppen auch im nördlichen North Dakota und im nördlichen Montana gesprochen.
Nach Angaben der kanadische Statistikbehörde nahm die Zahl der Sprecher von Oji-Cree von 1996 bis 2001 von 5.480 auf 5.610 Personen, also um 2,4 % zu, während diejenige der als Ojibway zusammengefassten Varianten um 6 % (und die der Cree um 3,1 %) abnahm.
Nach Census-Daten aus den USA von 2000 und Kanada von 2006 kommt man auf 56.531 Sprecher aller Varianten, davon 8.791 in den USA (davon wiederum 7.355 Native Americans) und 47.740 in Kanada.
| Regionalvariante | Kanada | USA   | Insgesamt | Ethnische Bevölkerung (laut Ethnologue) |
| ---------------- | ------ | ----- | --------- | --------------------------------------- |
| Algonkin         | 2.680  | 0     | 2.680     | 8.266                                   |
| Oji-Cree         | 12.600 | 0     | 12.600    | 12.600                                  |
| Ojibwe           | 24.896 | 8.355 | 33.251    | 219,711                                 |
| Ottawa           | 7.564  | 436   | 8.000     | 60.000                                  |
| Alle Gruppen     | 47.740 | 8.791 | 56.531    | 300.577                                 |

## Regionalvarianten (Dialekte)
Ojibwe ist ein Dialektkontinuum, zu dem die Varianten West-Ojibwe (Saulteaux), Südwest-Ojibwe (Chippewa), Nordwest-Ojibwe, Severn-Ojibwe (Oji-Cree), Ottawa (Odawa), Ost-Ojibwe und Algonkin (im engeren Sinne) gehören.
| ISO 639-3 | Dialekt                     | Sprachgebiet                                                        | Eigenname                       | Reflex von *r/*l | Reflex von *k | Wort für „Mensch“, „Indianer“ ← *elenyiwa | Wort für „du“ ← *kīla | Sprecherzahl |
| --------- | --------------------------- | ------------------------------------------------------------------- | ------------------------------- | ---------------- | ------------- | ----------------------------------------- | --------------------- | ------------ |
| (crk)     | Plains-Cree (zum Vergleich) | Saskatchewan, Alberta, British Columbia, Nordwest-Territorien       | Nēhiyawēwin ᓀᐦᐃᔭᐍᐏᐣ             | y /⁠j⁠/            | k /⁠k⁠/         | iyiniw/iyiniwak                           | kīya                  | (29.900)     |
| ojs       | Oji-Cree (Severn-Ojibwe)    | Ontario, Manitoba                                                   | Anishininiimowin ᐊᓂᐦᔑᓂᓃᒧᐏᐣ      | n /⁠n⁠/            | k /⁠k⁠/         | inini/ininiwak                            | kīn                   | 11.800       |
| ojb       | Nordwest-Ojibwe             | Ontario, Manitoba                                                   |                                 |                  |               |                                           |                       | 6.000        |
| ojw       | West-Ojibwe (Saulteaux)     | Manitoba, Saskatchewan, Alberta, British Columbia                   | Nakawēmowin ᓇᐦᑲᐌᒧᐎᓐ             |                  |               |                                           |                       | 6.558        |
| ojc       | Zentral-Ojibwe              | Ontario                                                             |                                 |                  |               |                                           |                       | 750          |
| otw       | Odawa                       | Ontario, Michigan, Oklahoma                                         | Nishnaabemwin, Daawaamwin       | n /⁠n⁠/            | g /⁠g⁠/         | nini/ninwag (nini/ninwak)                 | gii (kī)              | 5.759        |
| ojg       | Ost-Ojibwe                  | Ontario                                                             | Nishnaabemwin, Jibwemwin        |                  |               |                                           |                       | 1.200        |
| alq       | Algonkin (Algonquin)        | Québec, Ontario                                                     | Anicinàbemowin, Anishinàbemiwin | n /⁠n⁠/            | k /⁠k⁠/         | irini/irinìk inini/ininìk (inini/ininīk)  | kìn (kīn)             | 2.100        |
| ciw       | Südwest-Ojibwe (Chippewa)   | Michigan, Wisconsin, Minnesota, North Dakota, South Dakota, Montana | Anishinaabemowin, Ojibwemowin   | n /⁠n⁠/            | g /⁠g⁠/         | inini/ininiwag (inini/ininiwak)           | giin (kīn)            | 8.000        |
| pot       | Potawatomi                  | Ontario, Wisconsin, Michigan, Indiana, Kansas, Oklahoma             | Neshnabémwen                    | n /⁠n⁠/            | k /⁠k⁠/         | neni/nenwek (nəni/nənwək)                 | ki                    | 50           |

## Phonologie

### Konsonanten
Kennzeichnend für viele Ojibwa-Dialekte ist das Auftreten der stimmhaften Konsonanten b, d, g, j (dž), z, zh (ž), wo bei anderen Algonkin-Sprachen die stimmlosen p, t, k, ch (č), s, sh (š) stehen.
In den verschiedenen Ojibwe-Dialekten zusammengenommen können folgende Konsonanten vorkommen:
|                      | Labial | Labial  | Alveolar | Alveolar | Postalveolar und Palatal | Postalveolar und Palatal | Velar  | Velar   | Glottal |
| -------------------- | ------ | ------- | -------- | -------- | ------------------------ | ------------------------ | ------ | ------- | ------- |
| Plosiv und Affrikate | p [pʰ] | b [p~b] | t [tʰ]   | d [t~d]  | ch [tʃʰ]                 | j [tʃ~dʒ]                | k [kʰ] | g [k~ɡ] | ’ [⁠ʔ⁠]   |
| Frikativ             |        |         | s [sʰ]   | z [s~z]  | sh [ʃʰ]                  | zh [ʃ~ʒ]                 |        |         | (h [⁠h⁠]) |
| Nasal                | m [⁠m⁠]  | m [⁠m⁠]   | n [⁠n⁠]    | n [⁠n⁠]    |                          |                          |        |         |         |
| Approximant          |        |         |          |          | y [⁠j⁠]                    | y [⁠j⁠]                    | w [⁠w⁠]  | w [⁠w⁠]   |         |

### Vokale
Alle Ojibwe-Dialekte weisen sieben Vokale auf, zu denen noch nasalierte Entsprechungen hinzukommen.
Von den sieben einfachen Vokalen sind drei kurz und vier lang:
|                  | Vorder | Zentral | Hinter | Hinter |
| ---------------- | ------ | ------- | ------ | ------ |
| Geschlossen      | iː     |         |        | oː~uː  |
| Fast geschlossen | ɪ      |         | o~ʊ    | oː~uː  |
| Mitte            | eː     | ə       | o~ʊ    | oː~uː  |
| Offen            |        | aː      |        |        |

Es gibt vier lange Nasalvokale:
|             | Vorder | Zentral | Hinter |
| ----------- | ------ | ------- | ------ |
| Geschlossen | ĩː     |         | õː~ũː  |
| Mitte       | ẽː     |         | õː~ũː  |
| Offen       |        | ãː      |        |

Die langen Nasalvokale werden iinh [ĩː], enh [ẽː], aanh [ãː] und oonh [õː] geschrieben. Die Buchstabenkombination nh drückt hierbei aus, dass der vorherige Vokal nasaliert ist. Am häufigsten treten diese Nasalvokale am Ende von Nomen mit Diminutivendung auf. Wortbeispiele vom Südwest-Ojibwe sind: -iijikiwenh- „Bruder“, -noshenh- „Schwester des Vaters“, -oozhishenh- „Enkel“, bineshiinh „Vogel“, asabikeshiinh „Spinne“ awesiinh „wildes Tier“.

## Schrift
In den USA, aber auch den meisten Gegenden Kanadas wird Ojibwe heutzutage in der Regel mit lateinischen Buchstaben geschrieben, wobei meist das System von Charles Fiero bevorzugt wird, in dem lange Vokale durch Verdoppelung des Buchstabens ausgedrückt werden. Im nördlichen Ontario und in Manitoba ist nach wie vor die Cree-Schrift üblich, eine Silbenschrift, die vom Methodisten-Missionar James Evans zwischen 1840 und 1846 in Zusammenarbeit mit Indigenen der Cree und Ojibwe in Norway House an der Hudson Bay entwickelt wurde.

## Ojibwa-Literatur
Wie bei vielen indigenen Sprachen Nordamerikas bilden Übersetzungen von Teilen der Bibel einen Großteil des Textcorpus der Ojibwe-Sprache. Das Neue Testament ist dreimal übersetzt worden, und zwar einmal 1833 durch Edwin James, ein zweites Mal 1844 durch Henry Blatchford (Neuauflagen 1856 und 1875) und schließlich 1854 durch Frederick O’Meara (Neuauflage 1874). O’Meara übersetzte außerdem die Psalmen (1856) und die Tora (1861), während Robert McDonald 1874 die zwölf kleinen Propheten übersetzte. Eine Übersetzung der Hälfte des Alten Testaments samt einer Revision des Neuen Testaments durch Jim Keesic in Zusammenarbeit mit Bob Bryce und Henry Hostetler wurde im August 2008 durch die Kanadische Bibelgesellschaft veröffentlicht.
Im Odawa-Dialekt gibt es eine Übersetzung der Evangelien von Matthäus und Johannes durch Jonathan Meeker von 1841 bis 1844 sowie eine Übersetzung der Genesis durch P. Jones von 1835.
Originäre Ojibwe-Literatur gibt es wenig. Der 1970 geborene, in Minnesota lebende US-amerikanische Schriftsteller David Treuer, von dem vier englischsprachige Romane herausgekommen sind, plant die Zusammenstellung einer ersten „praktischen“ Grammatik in dieser Sprache, seiner Muttersprache. Darüber hinaus macht er Tonaufnahmen von Geschichten auf Ojibwe bei Sprechern in seiner Heimatregion, wo die Sprache meist nur noch von Älteren gesprochen wird.

## Beispieltext: Zwei Frauen, die fischen gingen
Ojibwe teilt seinen Sprachbau und die komplexen grammatischen Strukturen mit den anderen Algonkin-Sprachen (siehe dort: Grammatik).
Ein Beispieltext aus dem kulturellen Zusammenhang der Ojibwe kann einen Eindruck davon vermitteln. Dieser Text von der Bemidji State University – Niizh Ikwewag (Zwei Frauen) – ist im Südwestlichen Ojibwe-Dialekt aufgezeichnet und stammt aus Minnesota (USA).

### Wortlaut auf Ojibwe
1. Aabiding gii-ayaawag niizh ikwewag: mindimooyenh, odaanisan bezhig.
2. Iwidi Chi-achaabaaning akeyaa gii-onjibaawag.
3. Inashke naa mewinzha gii-aawan, mii eta go imaa sa wiigiwaaming gaa-taawaad igo.
4. Mii dash iwapii, aabiding igo gii-awi-bagida'waawaad, giigoonyan wii-amwaawaad.

### Deutsche Übersetzung
1. Es waren einmal zwei Frauen: eine alte Dame und eine ihrer Töchter.
2. Sie waren von dort drüben bei Inger.
3. Siehe nun, es war vor langer Zeit; sie lebten einfach dort in einem Haus.
4. Und zu jener Zeit gingen sie einmal fischen, denn sie wollten Fisch essen.

### Interlinear
| Aabiding | gii-ayaawag                         | gii-ayaawag                         | gii-ayaawag                         | niizh | ikwewag: | ikwewag: | mindimooyenh, | odaanisan    | odaanisan    | odaanisan    | bezhig. |
| aabiding | gii-                                | ayaa                                | -wag                                | niizh | ikwe     | -wag     | mindimooyenh, | o-           | daanis       | -an          | bezhig. |
| einmal   | PRAET-                              | an einem bestimmten Ort sein        | -3PL                                | zwei  | Frau     | -3PL     | alte Frau,    | 3SG.POSS-    | Tochter      | -OBV         | ein(e). |
| Einmal   | (sie) waren an einem bestimmten Ort | (sie) waren an einem bestimmten Ort | (sie) waren an einem bestimmten Ort | zwei  | Frauen:  | Frauen:  | alte Frau,    | ihre Tochter | ihre Tochter | ihre Tochter | eine.   |

| Iwidi       | Chi-achaabaaning                                            | Chi-achaabaaning                                            | Chi-achaabaaning                                            | akeyaa    | gii-onjibaawag.       | gii-onjibaawag.       | gii-onjibaawag.       |
| iwidi       | chi-                                                        | achaabaan                                                   | -ing                                                        | akeyaa    | gii-                  | onjibaa               | -wag.                 |
| dort drüben | groß-                                                       | Bogensehne                                                  | -LOC                                                        | dort lang | PRAET-                | kommen von            | -3PL.                 |
| Dort drüben | bei der Großen Bogensehne [Fluss] (heute: Inger, Minnesota) | bei der Großen Bogensehne [Fluss] (heute: Inger, Minnesota) | bei der Großen Bogensehne [Fluss] (heute: Inger, Minnesota) | dort lang | kamen (sie) von dort. | kamen (sie) von dort. | kamen (sie) von dort. |

| Inashke | naa | mewinzha        | gii-aawan, | gii-aawan, | mii eta go | mii eta go | mii eta go | imaa | sa   | wiigiwaaming  | wiigiwaaming  | gaa-taawaad       | gaa-taawaad       | gaa-taawaad       | igo.          |
| inashke | naa | mewinzha        | gii-       | aawan      | mii        | eta        | go         | imaa | sa   | wiigiwaam     | -ing          | gaa-              | daa               | -waad             | igo.          |
| siehe   | nun | vor langer Zeit | PRAET-     | sein       | so         | nur        | EMPH       | dort | EMPH | Haus          | -LOC          | PRAET.CONJ-       | leben             | -3PL.CONJ         | EMPH.         |
| Siehe   | nun | vor langer Zeit | (es) war,  | (es) war,  | nur        | nur        | nur        | dort | so   | in einem Haus | in einem Haus | dass (sie) lebten | dass (sie) lebten | dass (sie) lebten | genau damals. |

| Mii dash          | Mii dash          | iwapii, | iwapii,       | aabiding | igo          | gii-awi-bagida'waawaad,                     | gii-awi-bagida'waawaad,                     | gii-awi-bagida'waawaad,                     | gii-awi-bagida'waawaad,                     | giigoonyan  | giigoonyan  | wii-amwaawaad.    | wii-amwaawaad.    | wii-amwaawaad.    |
| mii               | dash              | iw-     | -apii         | aabiding | igo          | gii-                                        | awi-                                        | bagida'waa                                  | -waad,                                      | giigoonh    | -yan        | wii-              | amw               | -aawaad.          |
| So                | CONTR             | das-    | - zu der Zeit | einmal   | EMPH         | PRAET-                                      | gehen, um zu -                              | fischen mit einem Netz                      | -3PL.CONJ                                   | Fisch       | -OBV        | DESD-             | essen             | -3PL/OBV.CONJ     |
| Und zu jener Zeit | Und zu jener Zeit | damals, | damals,       | einmal   | genau damals | dass sie gingen und mit einem Netz fischten | dass sie gingen und mit einem Netz fischten | dass sie gingen und mit einem Netz fischten | dass sie gingen und mit einem Netz fischten | jene Fische | jene Fische | um jene zu essen. | um jene zu essen. | um jene zu essen. |

Abkürzungen:
| 3     | Dritte Person (er/sie/es …)                                        |
| SG    | Singular (Einzahl)                                                 |
| PL    | Plural (Mehrzahl)                                                  |
| POSS  | Possessivpräfix (mein[e], dein[e], sein[e], ihr[e] usw.)           |
| OBV   | Obviativ: Markierung einer Person/Sache nach Bezogenheit zum Thema |
| LOC   | Lokativ: in, auf, an                                               |
| EMPH  | Emphatisch                                                         |
| PRAET | Präteritum (Vergangenheit)                                         |
| CONJ  | Konjunktor (Verbform mit Nebensatzfunktion)                        |
| CONTR | Kontrastiv (vergleichend)                                          |
| DESD  | Desiderativ (Absicht)                                              |

## Vokabular
- ikwe = Frau
- inini = Mann
- ikwezens = Mädchen
- gwiiwizens = Junge
- mitig = Baum
- miskwi = Blut
- doodooshaaboo = Milch
- doodoosh = Brust
- giigoonh = Fisch
- miskwimin = Himbeere
- gookookoo'oo = Eule
- bemaadizid = Person
- makizin = Schuh
- wiigiwaam = Haus
- manoomin = Wildreis
- onjibaa = er/sie kommt
- izhaa = er/sie geht
- wiisini = er/sie isst
- minikwe = er/sie trinkt